# Рапозус
Рапозус (порт. Raposos) — муниципалитет в Бразилии, входит в штат Минас-Жерайс. Составная часть мезорегиона Агломерация Белу-Оризонти. Входит в экономико-статистический микрорегион Белу-Оризонти. Население составляет 14 324 человека на 2006 год. Занимает площадь 71,850 км². Плотность населения — 199,4 чел./км².
Праздник города — 16 февраля.

## История
Город основан 19 января 1949 года.

## Статистика
- Валовой внутренний продукт на 2003 год составляет 33 046 531,00 реалов (данные: Бразильский институт географии и статистики).
- Валовой внутренний продукт на душу населения на 2003 год составляет 2309,65 реалов (данные: Бразильский институт географии и статистики).
- Индекс развития человеческого потенциала на 2000 год составляет 0,758 (данные: Программа развития ООН).